# Erik Flügel
Erik Horst Wolfgang Flügel (Fürstenfeld, Steiermark, 6 de abril de 1934 – Erlangen, 14 de abril de 2004) foi um paleontólogo e geólogo austríaco.

## Obras
- Neue Graptoliten aus dem Gotlandium der Karnischen Alpen. Carinthia II 143_63, 1953, S. 22-26 online (PDF; 521 kB)
- Revision der devonischen Hydrozoen der Karnischen Alpen. Carinthia II 146_66, 1956, S. 41-60 online (PDF; 2,9 MB)
- Eine mitteldevonische Korallen-Stromatoporen-Fauna vom Plöcken-Paß (Kleiner Pal-Westflanke, Karnische Alpen). Carinthia II 148_68, 1958, S. 41-60 online (PDF; 849 kB)
- Die paläozoischen Stromatoporen-Faunen der Ostalpen: Verbreitung und Stratigraphie. Jahrbuch der Kaiserlich-Königlichen Geologischen Reichsanstalt 101, 1958, S. 167-186 online (PDF; 1,3 MB)
- Die Gattung Actinostroma Nicholson und ihre Arten (Stromatoporoidea). Annalen des Naturhistorischen Museums in Wien 63, 1959, S. 90-273 online (PDF; 17,2 MB)
- com Walter Gräf: Ein neuer Fund von Asterocalamites scrobiculatus (Schloth.) Zeiller im Hochwipfelkarbon der Karnischen Alpen. Carinthia II 149_69, 1959, S. 41-42 online (PDF; 329 kB)
- Verzeichnis der in der Geol.-Palaeontol. Abteilung des Naturhistorischen Museums Wien, Austria, aufbewahrten Typen und Abbildungsoriginale aus den Aufsammlungen der Novara-Expedition. New Zealand J. Geol. Geophys. 2, 1960, S. 826-845
- Typen-Katalog. Verzeichnis der in der Geologisch-Paläontologischen Abteilung des Naturhistorischen Museums in Wien aufbewahrten Typen sowie der Abbildungsoriginale. I. Invertebrata: I. Protozoa. 2. Coelenterata. Annalen des Naturhistorischen Museums in Wien 64, 1961, S. 65-104 online (PDF; 3,6 MB)
- Vorläufiger Bericht über den Fossilinhalt der Sauwand (Ober-Trias) bei Gußwerk (Steiermark). Mitteilungen des naturwissenschaftlichen Vereins für Steiermark 91, 1961, S. 31-36 online (PDF; 684 kB)
- Beiträge zur Paläontologie der nordalpinen Riffe. Neue Spongien und Algen aus den Zlambach-Schichten (Rhät) des westlichen Gosaukammes, Oberösterreich. Annalen des Naturhistorischen Museums in Wien 65, 1962, S. 51-56 online (PDF; 2,6 MB)
- Zur Mikrofazies der alpinen Trias. Jahrbuch der Kaiserlich-Königlichen Geologischen Reichsanstalt 106, 1963, S. 205-228 online (PDF; 2,3 MB)
- com Heinz Albert Kollmann: Die paläozoischen Meere der Ostalpen. Veröffentlichungen aus dem (des) Naturhistorischen Museum(s) NF_005, 1964, S. 148-156 online (PDF; 5,0 MB)
- Algen aus dem Perm der Karnischen Alpen. Carinthia II, Sonderheft 25, 1966, S. 1-76
- Bericht über fazielle und stratigraphische Untersuchungen im Perm der Karnischen Alpen. Carinthia II 158_78, 1968, S. 38-65 online (PDF; 2,2 MB)
- Hydrozoen mit circumlamellarer Mikrostruktur aus den Gosau-Schichten (Senon) des Gosau-Beckens (Oberösterreich/Salzburg). Verh. Geol. Bundesanst. 1969/2, S. 126-132
- Palökologische Interpretation des Zottachkopfprofiles mit Hilfe von Kleinforaminiferen. Carinthia II 28, 1971, S. 61-96
- com H. Meixner: Pyritisierte Spongien-Nadeln und Radiolarien aus Oberalmer-Kalken (Malm) des Weißenbachtales SW Strobl/Wolfgangsee (Salzburg). In: Bachmayer F. & Zapfe H. (eds.) Ehrenberg-Festschrift, Öst. Paläontol. Ges., Wien 1972, S. 187-194
- Forschungsergebnisse im ost- und südalpinen Perm - Fazies-Interpretation der unterpermischen Sedimente in den Karnischen Alpen. Carinthia II 164_84, 1974, S. 43-61 online (PDF; 1,4 MB)
- com Friedrich Kahler: Forschungsergebnisse im ost- und südalpinen Perm - Vorwort. Carinthia II 164_84, 1974, S. 7-8 online (PDF; 256 kB)
- com Lein, Baba Senowbari-Daryan: Kalkschwämme, Hydrozoen, Algen und Mikroproblematika aus den Cidarisschichten (Karn, Ober-Trias) der Mürztaler Alpen (Steiermark) und des Gosaukammes (Oberösterreich). Mitt. Ges. Geol. Bergbaustud. Österr. 25, 1978, S. 153-195
- Die Mikrofacies der Kalke in den Trogkofel-Schichten der Karnischen Alpen. Studi trent.Sci.nat. SH 36, 1980, S. 51-99
- com W. Buggisch: Die Trogkofel-Schichten der Karnischen Alpen. Verbreitung, geologische Situation und Geländebefund. Studi trent.Sci.nat. SH 36, 1980, S. 13-50
- com Wolf-Christian Dullo, Richard Lein, Peter Riedl, Baba Senowbari-Daryan: en, Kalkschwämme und Mikroproblematika aus unterkarnischen Riffkalken des Bosruck-Gipfels (Nördliche Kalkalpen, Österreich). Jahrbuch der Kaiserlich-Königlichen Geologischen Reichsanstalt 129, 1986, S. 525 online (PDF; 2,4 MB)
- "Algen/Zement"-Riffe. Archiv Lagerstättenforsch. Geol. Bundesanstalt 10, 1989, S. 125-131 online (PDF; 923 kB)
- Typen und wirtschaftliche Bedeutung von Riffkalken. Archiv Lagerstättenforsch. Geol. Bundesanstalt 10, 1989, S. 25-32 online (PDF; 939 kB)
- "Einschnitte" in der Entwicklung permischer Kalkalgen. Mitt. Naturwiss. Ver. Steiermark 120, 1990, S. 99-124
- com Felicitas Velledits, Baba Senobari-Daryan, Peter Riedel: Rifforganismen aus "Wettersteinkaiken" (Karn?) des Bükk-Gebirges, Ungarn. Geol.-Paläontol. Mitt. Innsbruck 018, 1991, S. 35-62 online (PDF; 4,0 MB)
- com Hans Hagdorn: Dasycladaceen aus dem Oberen Muschelkalk (Mitteltrias) des Hohenloher Landes, Süddeutschland. Zitteliana, 20, München 1993, S. 93–103
- com Baba Senobari-Daryan: Nachweis einiger Riff-Foraminiferen und Problematika in den norischen Dachsteinkalken des Gosaukammes (Österreich). Jahrbuch der Kaiserlich-Königlichen Geologischen Reichsanstalt 139, 1996, S. 247-271 online (PDF; 1,4 MB)
- com Ehrentraud Flügel: Die Kalkalge Anthracoporella spectabilis PIA aus dem Oberkarbon der Karnischen Alpen: Ein Vergleich mit rezenten dasycladalen Grünalgen. Mitteilungen der Abteilung Geologie Palaeontologie und Bergbau am Joanneum SH_2, 1998, S. 175-197

- Microfacies of carbonate rocks. Analysis, Interpretation and Application, Springer Verlag 2004, 2. Auflage 2010
- Microfacies analysis of limestones, Springer Verlag 1982
- Mikrofazielle Untersuchungsmethoden von Kalken, Springer Verlag 1978
- Editor: Fossil Algae. Recent Results and Developments, Springer Verlag 1977
- Editor com W. Kiessling, J. Golonka: Phanerozoic reef patterns, SEPM Special Publ., Vol. 72, Tulsa 2002